# Karol Langwald (starszy)
Karol Langwald (ur. 31 marca 1860 na Warmii, zm. 19 stycznia 1939 w Alt Wartemborku, obecnie Barczewko), polski działacz narodowy na Warmii.
Pochodził z chłopskiej rodziny Warmiaków, zaangażowanych w polski ruch narodowy. Całe życie spędził w rodzinnym Alt Wartemborku (po wojnie przemianowanym na Barczewko), utrzymując się z pracy rolnika. Śladem przodków również działał w ruchu polskim, w 1911 wszedł w skład Rady Nadzorczej Banku Ludowego w Olsztynie, przez wiele lat zasiadał w sejmiku powiatowym w Olsztynie. Był członkiem Towarzystwa Ludowego w Pluskach. W czasie akcji plebiscytowej pełnił funkcję męża zaufania Warmińskiego Komitetu Plebiscytowego w Olsztynie. Działał w Związku Polaków w Niemczech. W 1921 i 1924 z ramienia Polskiej Partii Ludowej w Prusach Wschodnich bez powodzenia ubiegał się o mandat w parlamencie niemieckim.
Zmarł 19 stycznia 1939 w Alt Wartemborku i pochowany został na miejscowym cmentarzu parafialnym. Żonaty był z Elżbietą z domu Kalisch; jego syn, również Karol (1886–1945), proboszcz katolicki w Kochanówce, podobnie jak ojciec prowadził aktywną działalność w polskim ruchu narodowym na Warmii.